# Asociación Deportiva Nueve de Octubre
Maillots
Club 9 de Octubre est un club équatorien de football basé à Guayaquil.

## Histoire
Le club est fondé le 18 avril 1926, sous le nom de Club 9 de Octubre. Le nom choisi commémore la date de l'indépendance de la ville de Guayaquil envers l'Espagne.
Durant ses années amateurs, l'équipe a remporté deux championnats régionaux de Guayaquil, en 1940 et 1946. Le club passe professionnel en 1962, année où il prend part pour la première fois de son histoire au championnat de première division, qu'il termine à la 4e place. La saison suivante, il termine deuxième du championnat. En 1965, Club 9 de Octubre termine deuxième du championnat et se qualifie pour sa première Copa Libertadores, terminée à la dernière place de sa poule de la phase de groupes. Vingt ans plus tard, la formation de Guayaquil termine deux saisons d'affilée à la deuxième place, en 1983 et 1984, se qualifiant une nouvelle fois pour la Copa Libertadores. La dernière saison parmi l'élite a lieu en 1995, le club joue désormais en troisième division nationale.

## Palmarès
- Championnat d'Équateur :
  - Vice-champion : 1965, 1983, 1984
- Championnat d'Équateur de deuxième division :
  - Vainqueur : 1969

## Grands joueurs
- Jairzinho
- Nicolás Asencio
- Carlos Alberto Raffo
- Homero Guaglianone